# Tenuidactylus caspius
Tenuidactylus caspius là một loài thằn lằn trong họ Gekkonidae. Loài này được Eichwald mô tả khoa học đầu tiên năm 1831.